# 新义州青年站
新义州青年站（朝鲜语：／ Sinŭiju Ch'ongnyŏn yŏk */?）是朝鮮民主主義人民共和國平安北道新义州市的一個鐵路車站，现在属于平义线。1906年4月3日隨京義線通車啟用。

## 概要
平壤开往北京的国际列车可通過中朝友谊桥进入中国的丹东站，出入中国的国际联运列车在经过此站时朝鲜边防军人会上车进行检查并为乘客办理出入境手续。
对于国内车次，有盐州・平壤・開城方向、南浦方向、清津方向、熙川方向、球場方向的列车，以连接朝鲜各地。

### 经过路线
有平义线、江岸线两条线路，并经中朝友谊桥与沈丹线相连。

## 车站构造
- 地面车站，但比周围地面高出约2米。
- 该列车设有两个站台和三条轨道，其中一个为单站台（位于西侧），另一个为岛式站台（位于东侧）。检票口位于西侧，东站台需通过地下通道前往。
- 日治时期，车站建筑采用西式风格设计（1911年竣工），朝鲜战争中，车站遭到严重损坏，战争结束后重建为现在的样子。

## 车站附近

### 南西侧（站舍侧）
车站前的广场上矗立着金日成铜像。车站大楼一楼设有小商店，二楼设有卫生间和座椅，外国乘客也可使用。

### 北東侧（站里）
车站后面还保留着原来的王子制纸造纸厂，从鸭绿江对岸的中国丹东市还可以看到工厂的烟囱。

## 歴史
- 1906年4月3日：京義線全線開通。
- 1908年4月1日：开始提供普通货运客运服务。
- 1911年10月：鴨緑江橋梁竣工，京义线与安奉线（南满洲铁道）贯通运营。

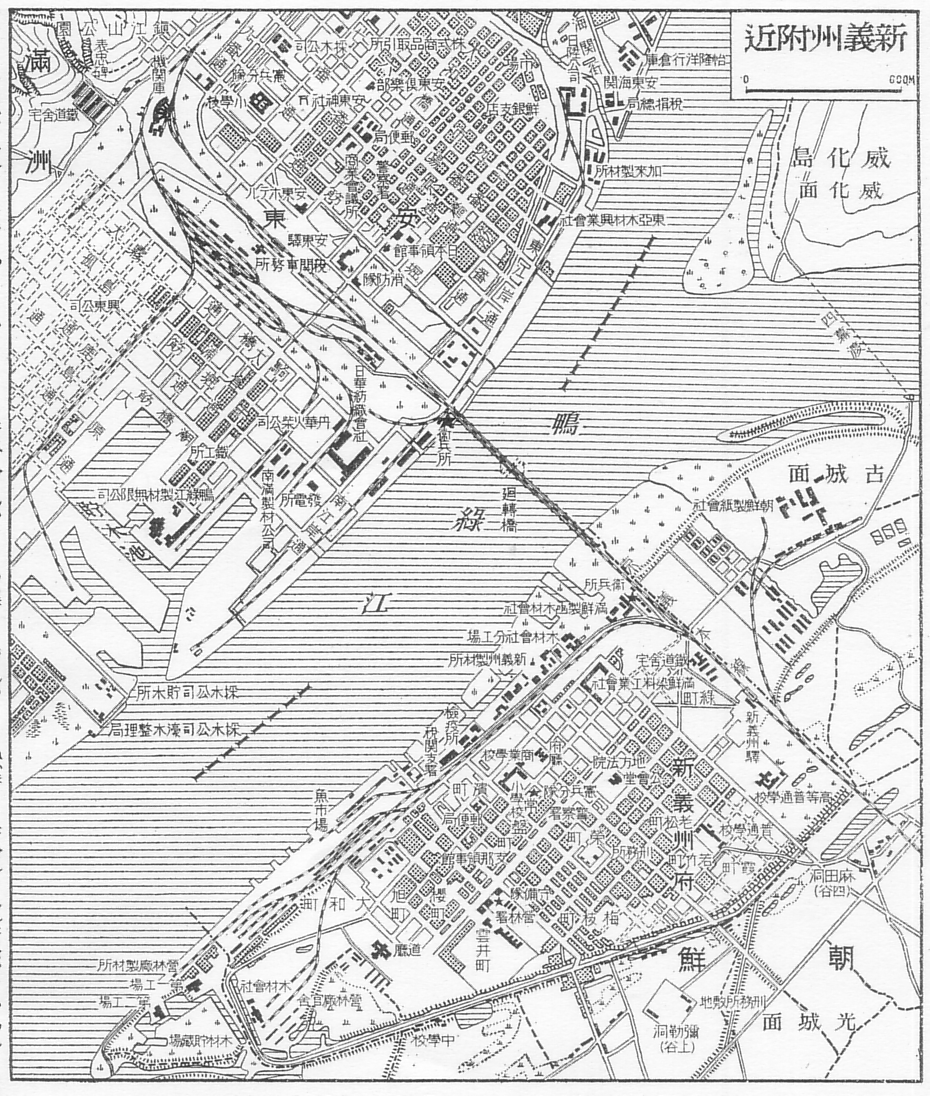
新义州站及鸭绿江大桥周边地图（约1930年）
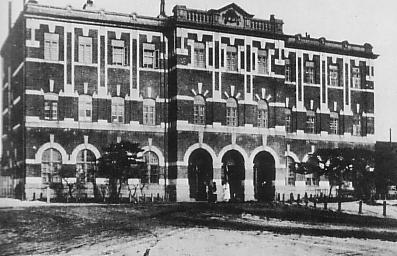
日治时期的新义州车站建筑
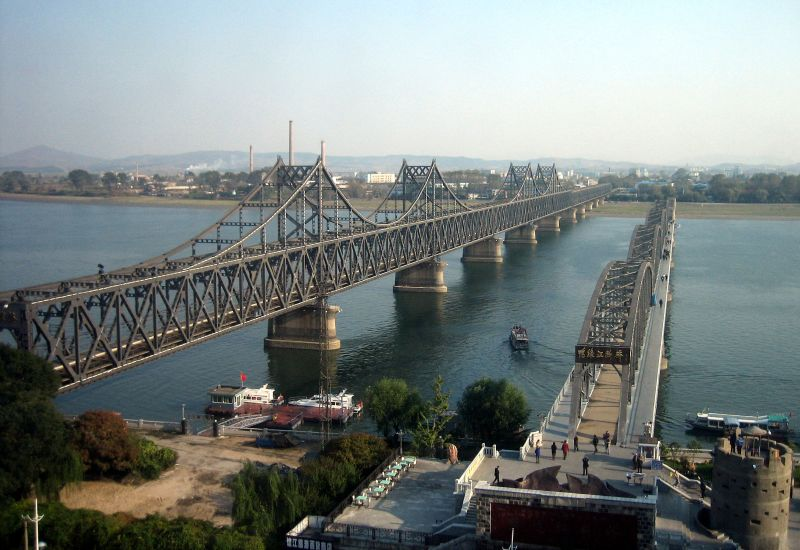
从中国丹东眺望中朝友谊大桥（上游，左侧）。 右侧是朝鲜战争期间被毁的旧鸭绿江大桥。

## 邻近车站
- 平义线

南新义州站 - 新义州青年站
- 江岸线

新义州青年站 - 江岸站